# Weinmannia jelskii
Weinmannia jelskii är en tvåhjärtbladig växtart som beskrevs av Szyszyl.. Weinmannia jelskii ingår i släktet Weinmannia och familjen Cunoniaceae. Inga underarter finns listade i Catalogue of Life.